# 勝木友香
勝木 友香（かつき ゆうか、1978年9月11日 - ）は、日本の放送作家。福岡県出身。イデア所属。既婚。

## 略歴
- 高校生のときにスカウトされ、モデルとして活動。オスカープロモーションに所属し、米倉涼子と同じクラスでレッスンを受けていた[1]。
- 「ふたりのビッグショー」のアシスタントを務めていたときに放送作家という職業を知って興味を持ち、放送作家事務所を紹介される。ミニスカートにロングブーツという姿で面接を受けたところ面白がってもらい、2004年に放送作家としてデビューするという珍しい経歴の持ち主[1]。放送作家としてのデビュー作は「ちい散歩」。
- しばらくはモデルと放送作家の兼業をしており、その後放送作家一本に絞るようになる。
- 和菓子を中心とした料理研究家としても活動し、「おうちで作れる野菜の和菓子」（マイナビ出版）を2019年9月11日発売。YouTube「和菓子チャンネル「ゆう香」」で和菓子の作り方の動画配信をしている。
- BSテレビ東京の短編ドラマ「片おもいのフライパン」に出演。
- 小説も書いており、小説現代長編新人賞やポプラ社小説大賞で最終選考まで進んだことがある[2]。
- ２０２４年日本民間放送連盟賞「テレビ番組部門」、九州沖縄地区審査員「バラエティ番組部門」審査員。
- モデルとしても活動しており、２０２４年横浜国際映画祭のMUNETAKA YOKOYAMAファッションショー出演。
- ２０２４年３月、公開シンポジウム「海の民話から学ぶもの」ではMCを務めた。
- ２０２３年、２０２４年の「週刊フジテレビ批評」の人気放送作家が選ぶ神番組に出演。
- 「東京カレンダー」の「令和のニューリーダーたちに告ぐ」でインタビュー取材掲載。

## 担当番組

### テレビ
- 林修の今でしょ!講座→林修のレッスン!今でしょ→林修の今、知りたいでしょ!（テレビ朝日）
- ホンマでっか！？TV（フジテレビ）
- 夫が寝たあとに（テレビ朝日）
- 日本全国！愛すべき逆お国自慢SP（フジテレビ）
- ツッコミ芸人総会２０２４大忘年会（読売テレビ　日本テレビ）
- 明石家さんまの推しアナGP（フジテレビ）
- この世界の素晴らしさについて（NHK)
- ９０秒で心に沁みる説法グランプリ（フジテレビ）
- ZIP（日本テレビ）
- 結婚したら人生劇変!○○の妻たち（TBS）
- 梅沢富美男と東野幸治のまんぷく農家メシ!（NHK BSプレミアム）
- サワコの朝（MBS・TBS）
- 浜ちゃんが!（読売テレビ）
- バチェラー・ジャパン　シーズン２（AmazonTV)
- 「ONE PIECE FILM RED」緊急特番（フジテレビ）
- 極上空間（BS朝日）
- ビートップスでお買物（読売テレビ）
- なないろ日和!（テレビ東京）
- ５６７↑８（フジテレビ）
- 嗚呼!花の料理人（日本テレビ）
- ピン子通販やるってよ（TBS)
- タカトシのイチオシかっ！（TBS)
- 芸人クイズプレゼンショー！BAKAーMON（フジテレビ）
- ナインティナインのシンデレラデート（フジテレビ）
- 生きてるうちに連れてって 親が子に初めて語るホンネ旅（ABC）
- バーチャル紅白歌合戦（NHK)
- 両親に贈りたい旅（BS朝日）
- 超キニナル爆安祭（TBS)
- 夢見るタマゴ!熱血浜田塾（NHK総合）
- 明石家さんちゃんねる（TBS）
- クレヨンしんちゃん（テレビ朝日）
- 男子視聴禁止!（BS-TBS）
- お願い!ランキング（テレビ朝日）
- FIFA　ワールドカップロシア最強サッカー番付（フジテレビ）
- 波乱万丈！涙と笑いの社交ダンス（BSフジ）
- 田中好子さん緊急追悼番組　ありがとうスーちゃん ありがとうキャンディーズ（TBS）
- 追悼特番2011 秘蔵映像でつづるスターの真実（TBS）
- アニソンヒストリージャパン（NHK）
- 雑学王（テレビ朝日）
- ちい散歩（テレビ朝日）
- 若大将のゆうゆう散歩（テレビ朝日）
- ペットの王国 ワンだランド（ABC）
- 紅リサーチ（テレビ朝日）
- 女の体当たリサーチ!なぜ?そこ?（テレビ朝日）
- ダヴィンチの夢 浜田未来科学研究所（NHK）
- 長友&浅田真央が激白 噂のヒーロー直撃SP（TBS）
- 発掘スポーツ秘映像 大物選手の赤面! 噂の大検証SP（TBS）
- こんないい人見たことない! 史上最強の億万長者SP（日本テレビ）
- 一緒にすんな（フジテレビ）
- ニッポン縦断おかず発見!ルート88（中京テレビ）
- 綾瀬はるかが見た!リトルダンサー600日の奇跡!「ビリーエリオット開幕直前SP
- 浜ちゃんの芸能界一斉捜査 正月からお前ら調子乗ってんのかSP（読売テレビ）
- 炎上ロワイヤル（フジテレビ）
- 新説！所JAPAN（フジテレビ）
- 旅ライダー（BS-TBS）
- 新春!豪華芸人大集合ブサイク男爵は誰だ!?（関西テレビ）
- 嘉納杯柔道ワールドグランプリ2008（テレビ東京）
- お笑いエピソードGP THE芸人大図鑑（ABC）
- 11男4女17人 嵐も吹き飛ぶ!大家族 10年間の集大成スペシャル（テレビ東京）
- 年金の疑問一気に解決スペシャル（フジテレビ）
- お笑い芸人泣ける話（読売テレビ）
- あの時あいつに神が降りた 奇跡の瞬間SP（TBS）
- 役者旅～自由過ぎるダンディたちのイタリア
- 高田純次のぶらり！夜の盛り場はしご酒（BS朝日）
- 石原さとみのすっぴん旅inスペイン（関西テレビ・フジテレビ）
- 石原さとみのすっぴん旅inギリシャ（関西テレビ・フジテレビ）
- 医者と暮らしてみた（フジテレビ）
- 浜田雅功の振り返れば同級生がいる（日本テレビ・読売テレビ）
- 浜田が豪華ゲストと専門店で新春爆買ツアー！運が悪けりゃ自腹だSP」（日本テレビ・読売テレビ）
- パンサー尾形の通販バラエティ　BUY　or  BYE（フジテレビ）
- オールスター感謝祭（TBS）
- ものスタMOVE（テレビ東京）
- 伝説飯（テレビ西日本）
- フェチ恋（abemaTV)
- 有名人特性ナビで行く！宮川千鳥の極上夏休み」（テレビ信州・日本テレビ）
- 犯人はコイツだ！～生活野中に潜む悪いヤツを発見～（フジテレビ）
- 栄養が台無し！知らずに食べてた残念ゴハン（フジテレビ）
- ニッポングルメ番付２０１８（フジテレビ）
- 値段のカラクリ大調査!安さのヒミツ!タネあかし隊（テレビ朝日）
- ミスユニバースジャパン（BS朝日）
- クチコミシュラン（TBS）
- シュミコン（フジテレビ）
- 結婚しない男（フジテレビ）
- 美食はいつもミステリー（TBS）
- いい国つくろう!（ABC）
- クイズQリオス！シルク・ドゥ・ソレイユ『キュリオス』のスゴさ＆秘密大公開
- ムービーポルテ（BS11）
- 歴史紀行 平家物語の人々（テレビ大阪）
- 口福の一人鮨（CSテレ朝チャンネル）
- 映画「湯道」公開記念　開運スペシャル

### Web
- フェチ恋（abemaTV)
- KANCOS　HORIC（abemaTV)
- ギャルモリ（2009年、goomo）
- 新垣結衣の女子旅 in Hawaii（2011年、BeeTV）
- 原宿AbemaNews（AbemaTV）

### ラジオ
- ゴチャ・まぜっ!（MBSラジオ） - 『ゴチャ・まぜっ!月曜日』（2007年1月 - 3月）→ミニコーナー枠（2007年4月 - 2008年3月）
- イマドキッ（2008年4月 - 2009年10月、MBSラジオ） - 『イマドキッ金曜日』→『イマドキッ シーズン2』→『飛び出せ!イマドキッ』
- 西村雅彦のドラマチックな課外授業（2016年、FM富山）

### その他
- ぼくのなつやすみ3 -北国篇- 小さなボクの大草原（2007年） - ゲーム内ラジオ番組の構成
- ぼくのなつやすみ4 瀬戸内少年探偵団「ボクと秘密の地図」（2009年） - ゲーム内ラジオ番組の構成
- 乃木坂46 3rdシングル「走れ!Bicycle」特典映像「生駒里奈のいこいこ散歩」（2012年） - 監督

## 出演

### テレビドラマ
- 片おもいのフライパン（BSテレ東　全４回シリーズ）
- 浅見光彦シリーズ21（2005年12月26日、TBS）
- 週刊フジテレビ批評（フジテレビ）

### ラジオ
- MOJO門 TARI's 四次元PARADOX-IO!-（2006年5月 - 7月、SHIBUYA-FM） - パーソナリティ
- RADIPEDIA（2010年1月 - 2014年10月、J-WAVE） - 「ポーター」として出演

### PV
- アルファ「アクティマン」（2002年）